# Matthew Barney
Matthew Barney (San Francisco, California; 25 de marzo de 1967) es un artista y realizador de vídeos estadounidense. Dentro de sus obras se encuentra la pentalogía del Ciclo Cremaster.

## Biografía
Nació en San Francisco y a partir los seis años vivió en Boise, Idaho donde más tarde sus padres se separarían. Permaneció junto a su padre en Idaho donde jugaba al fútbol americano en el equipo de la preparatoria y visitaba a su madre que vivía en Nueva York, ciudad en la que se interesó en el arte y los museos. Las bellas artes y el deporte lo llevaron a interesarse en la escultura y la realización de vídeos. Asistió a la Universidad de Yale donde primero estudió medicina, pero más tarde obtuvo su licenciatura en Bellas Artes en 1989 y en 1991 se graduó de la Universidad; más tarde se mudó a Nueva York donde vive actualmente. 
Ha explorado la trascendencia de las limitaciones físicas en el arte multimediático que comprende películas, instalaciones de vídeos, escultura, fotografía y dibujo. En sus primeras exhibiciones presentó instalaciones esculturales que incluían vídeos de él mismo interactuado con varios objetos y desempeñando proezas físicas como escalar el cielorraso suspendido de cables de acero. Las instalaciones de vídeos incluyen imágenes que se contraponen en significado con interiores cargados de decorados complejos, motocicletas y actuaciones en vivo. En sus trabajos también refleja su interés por la anatomía representando seres inexistentes.
En 1994 Barney empezó a trabajar en su ciclo épico Cremaster, un proyecto fílmico dividido en cinco partes sin orden especificado, el cual es acompañado de esculturas, fotografías y dibujos interrelacionados.
Un trabajo anterior a Cremaster fue el vídeo Field Dressing en 1989, donde ya había volcado lo que más tarde desarrollaría en su trabajo actual.
El título de su trabajo hace referencia al cremáster, es decir, el músculo que sostiene a los testículos y hace que estos se muevan a hacia arriba y abajo de acuerdo a los cambios de temperatura, la estimulación externa o el miedo. Como productor y creador de Cremaster, Barney también participó activamente en el desempeño de personajes tan variados como enigmáticos: un mago, Harry Houdini y un reconocido asesino: Gary Gilmore, entre otros.
El conjunto de filmes están integrados por una mezcla de autobiografía, historia, mitología y un universo muy íntimo donde las imágenes y los símbolos están interconectados entre sí. El ambiente creado es complejo y hermoso. El orden de exhibición de los filmes no sigue un orden, así pues, Cremaster 4 exhibido en 1994, Cremaster 1 en 1995-96, Cremaster 5 en 1997, Cremaster 2 en 1999, y Cremaster 3 en 2002. Matthew Barney ganó con Cremaster el prestigioso premio Europa 2000 en el 45° Bienal de Venecia de 1993.
El trabajo de Matthew Barney ha generado fuertes controversias: por un lado, quienes aclaman su trabajo se basan en la riqueza y carga de las exposiciones como así también en su complicado entendimiento y significado de las obras. Quienes lo critican, argumentan que con las series Cremaster, lo que intenta es impresionar.
El Ciclo Cremaster, fue una exhibición organizada por el Museo Guggenheim de Nueva York, fue premiada en el Museo Ludwig, Colonia, Alemania en junio de 2002. En octubre del mismo año fue presentada en el Museo de Arte Moderno de París, y después fue presentada en Nueva York.
El 4 de octubre del mismo año, se convirtió en padre cuando su pareja, la cantante islandesa Björk dio a luz a una niña llamada Ísadóra.

## Trabajos artísticos
- 1988 - Scab Action
- 1989 - Field Dressing
- 1994 - Cremaster 4
- 1995/96 - Cremaster 1
- 1997 - Cremaster 5
- 1999 - Cremaster 2
- 2002 - Cremaster 3
- 2005 - Drawing Restraint 9
- 2006 - Destricted (cortometraje Hoist)

## Exhibiciones (solo)
- Scab Action, exhibición de vídeo para la Ciudad de Nueva York, Rainforest Alliance, Open Center, Nueva York, 1988
- Field Dressing, Payne Whitney Athletic Complex, Yale University, New Haven, EE. UU., 1989
- Matthew Barney: New Work, San Francisco Museum of Modern Art, San Francisco, EE. UU., 1991
- Barbara Gladstone Gallery, Los Ángeles, EE. UU., 1991
- Portraits from Cremaster 4, Regan Projects, Los Ángeles, EE. UU., 1994
- Pace Car for the Hubris Pill, Kunsthalle Berna, Suiza, 1996
- Pace Car for the Hubris Pill, Musée d'art Contemporain, Burdeos, Francia, 1995
- Pace Car for the Hubris Pill, Museum Boymans-van Beuningen, Róterdam, Holanda, 1995
- Fondation Cartier, París, 1995
- The Tate Gallery, Londres, 1995
- Barbara Gladstone Gallery, Nueva York, 1995
- Transexualis and Repressia, Cremaster 1 y Cremaster 4, San Francisco MOMA, San Francisco, EE. UU., 1996
- Cremaster 1, Kunsthalle Wien, Viena, Austria, 1997
- Cremaster 5, Barbara Gladstone Gallery, Nueva York, 1997
- Portikus, Cremaster 5, Fráncfort, Alemania, 1997
- Cremaster 1, Öffentliche Kunstsammlung Basel, Kunstmuseum, Basilea, Suiza, 1998
- Cremaster 5, Regen Projects, Los Ángeles, EE. UU., 1998
- Cremaster 5, Fundación La Caixa, Barcelona, España, 1998
- March with the anal sadistic warrior, KunstKanaal, Ámsterdam, Holanda, 1998
- Cremaster 2: The Drones' Exposition, Walker Art Center, Mineápolis, EE. UU., 1999
- Cremaster 2, Artangel/Metro Cinema, Londres, 2000
- Cremaster 2, San Francisco Museum of Art, San Francisco, EE. UU., 2000
- Matthew Barney, Cremaster 2', Centre Georges Pompidou, París, 2000
- Cremaster 3, Solomon R. Guggenheim Museum, Nueva York, EE. UU., 2002 y 2003.

## Exhibiciones (grupales)
- Video Library, Andrea Rosen Gallery, Nueva York, 1990
- Drawings, Althea Viafore Gallery, Nueva York, 1990
- Althea Viafora Gallery, Nueva York, 1990
- Viral Infection: The Body and its Discontent, Hallwells Contemporary Arts Center, Búfalo, EE. UU., 1990
- ACT-UP Benefit Art Sale, Paula Cooper Gallery, Nueva York, 1991
- Regen Projects, Los Ángeles, EE. UU., 1991
- Barbara Galdstone Gallery, Nueva York, 1991
- Spielhölle, U-Bahn Station, Fráncfort del Meno, Alemania, 1992
- Matthew Barney, Sam Reveles and Nancy Rubins, SteinGaldstone Gallery, Nueva York, 1992
- 'Post Human, Deichtorhallen, Hamburgo, Alemania, 1992
- Post Human, Dete Foundation, Atenas, Grecia, 1992
- Post Human, Castello di Rivoli, Turín, Italia, 1992
- Post Human, FAE Musée d'Art Contemporain, Pully/Lausana, Suiza, 1992
- Périls et Colères, capc Musée Bordeaux, Burdeos, Francia, 1992
- Documenta IX, Kassel, Alemania, 1992
- Works on Paper, Paula Cooper Gallery, Nueva York, 1993
- Action/Performance and the Photograph, Turner-Krull Galleries, Los Ángeles, EE. UU., 1993
- Don't Ask, Don't Tell, Don't Pursue, Fairfield University, Fairfield, EE. UU., 1993
- Biennial Exhibition, Whitney Museum of American Art, Nueva York, 1993
- Aperto 93, 45th Venice Biennale, Venecia, Italia, 1993
- Exhibition to Benefit the Mapplethorpe Labatory for AIDS Research, Barbara Gladstone Gallery, Nueva York, 1993
- Barbara Gladstone Gallery, Nueva York, 1993
- Drawing on Sculpture, Cohen Gallery, Nueva York, 1994
- The Ossuary, Luhring Augustine, Nueva York, 1994
- Sammlung Volkmann, Berlín, Alemania, 1994
- Acting Out - The Body in Video: Then and Now, Royal College of Art, Londres, 1994
- Of the Human Condition: Hope and Despair at the End of the Century, Spiral Gallery, Tokio, 1994
- Hors Limites, Centre Georges Pompidou, París, 1994
- Altered States. American Art in the 90s, Forum For Contemporary Art, St Louis, EE. UU., 1995
- The Masculine Masquerade, MIT List Visual Center, Cambridge, EE. UU., 1995
- ARS 95, Museum of Contemporary Art, Helsinki, Finlandia, 1995
- Biennial Exhibition, Whitney Museum of American Art, Nueva York, 1995
- Ripple Across the Water 95, WATARI-UM Museum of Tokyo, 1995
- DASAMERICAS II, Museu de Arte de São Paulo, Brasil, 1995
- Drawing on Chance, Selections from the Collection, The Museum of Modern Art, Nueva York, 1995
- Art at Home, Ideal Standard Life, The Spiral Garden, Tokio, 1996
- Faustrecht der Freiheit, Neues Museum Weserberg, Bremen, Alemania, 1996
- Passions Privees, Musee d'Art Moderne, París, 1996
- Picasso: a Contemporary Dialog, Galerie Thaddeaus Ropac, Salzburgo, Austria, 1996
- Defining the Nineties: Consensus-making in New York, Miami and Los Angeles, Museum of Contemporary Art, Miami, EE. UU., 1996
- Hybrids, DeAppel, Ámsterdam, Holanda, 1996
- Foreign Body, Museum fur Gegenwartskunst, Basilea, Suiza, 1996
- Matthew Barney, Tony Oursler and Jeff Wall, Sammlung Goetz, Múnich, Alemania, 1996
- Cremaster 1 screening, Tenth Biennale of Sydney, Australia, 1996
- Hugo Boss Prize Exhibition, Guggenheim Museum - SoHo Branch, Nueva York, 1996
- Biennale de Lyon, Lyon, Francia, 1997
- Loco-Motion, Cinema academia Dorsoduro, Venecia, Italia, 1997
- Sous le manteau, Gallery Thaddaeus Ropac, París, 1997
- Rrose is a Rrose is a Rrose, Gender Performance in Photography, Andy Warhol Museum, Pittsburgh, EE. UU., 1997
- Rrose is a Rrose is a Rrose, Gender Performance in Photography, Solomon R Guggenheim Museum, Nueva York, 1997
- 'De-Genderism, Setagaya Art Museum, Tokio, 1997
- Extensions - aspects of the figure, The Joseloff Gallery, Hartford Art School, EE. UU., 1998
- Global Vision, New Art from the 90s - with new acquisition from the Dakis Joannou Collection, Deste Foundation, Atenas, Grecia, 1998
- +Zone, Palazzo Re Rebaudengo, Guarene d'Alba, Italia, 1998
- Emotion - Young British and American art from the Goetz collection, Deichtorhallen, Hamburgo, Alemania, 1998
- Die Rache der Veronika, Fotosammlung Lambert, Deichtorhallen, Hamburgo, Alemania, 1998
- Scratches on the surface of things, Museum Boymans van Beuningen, Róterdam, Holanda, 1998
- Wounds Between Democracy and redemption in Contemporary Art, Moderna Museet Stockholm, Suecia, 1998
- The Promise of Photography: selected works from the DGBank Collection', PS1, Nueva York, 1999
- Regarding Beauty, Hirshhorn Museum and Sculpture Garden, Washington D. C., EE. UU., 1999
- Voilà - Le mode dans la tête, Musée d'Art Moderne de la Ville de Paris, París, 1999-2000
- Seeing Time: From the Kramlich Collection, San Francisco Museum of Modern Art, San Francisco, EE. UU., 2000
- Image Stream, Wexner Center for the Performing Arts, Columbus, Ohio, EE. UU., 2003-2004

## Presentaciones en galerías
- Barbara Gladstone Gallery, Nueva York

## Premios
- Europa 2000 Prize, Aperto 93, XLV Venice Biennale, Italia, 1993
- Hugo Boss Award, Guggenheim Museum, Nueva York, 1996